# J.J. Koski
J.J. Koski (San Ramon, 27 dicembre 1996) è un giocatore di football americano statunitense che milita nel ruolo di wide receiver per i Los Angeles Rams della National Football League (NFL).

## Carriera

### Los Angeles Rams
Koski firmò con i Los Angeles Rams dopo non essere stato scelto nel Draft NFL 2020. Fu svincolato il 4 settembre 2020, rifirmando con la squadra di allenamento il giorno successivo. Dopo non essere mai sceso in campo nella sua prima stagione, nel 2021 disputò 5 partite, guadagnando 109 yard su ritorno. Il 13 febbraio 2022 vinse da inattivo il Super Bowl LVI quando i Rams batterono i Cincinnati Bengals.

## Palmarès
- Super Bowl : 1

Los Angeles Rams: LVI
- National Football Conference Championship: 1

Los Angeles Rams: 2021